# المسلق (العدين)

تعديل مصدري - تعديل

المسلق محلة تابعة لقرية الذهب، التابعة لعزلة بني عوض بمديرية العدين إحدى مديريات محافظة إب في الجمهورية اليمنية، بلغ تعداد سكانها 91 حسب تعداد اليمن لعام 2004.